# Matthew Antoine
Matthew „Matt“ Antoine (* 2. April 1985 in Prairie du Chien, Wisconsin) ist ein ehemaliger US-amerikanischer Skeletonpilot. Seine größten Erfolge waren eine olympische Bronzemedaille 2014 in Sotschi und 2012 der Weltmeistertitel im Teamwettbewerb. Seit Herbst 2022 ist Antoine Cheftrainer des US-Skeletonteams.

## Werdegang
Matthew Antoine lebt in Prairie du Chien und wird von Orvie Garrett trainiert. 2009 schloss er an der California University of Pennsylvania ein Studium des Sportmanagements ab. Antoine betreibt Skeleton seit 2003, nachdem er im Fernsehen die Erfolge der US-Starter bei den Olympischen Spielen 2002 in Salt Lake City erlebt hatte, und gehört seit 2005 dem US-amerikanischen Nationalkader an. Sein erstes bedeutendes Rennen war die US-amerikanische Meisterschaft im März 2004 in Lake Placid, wo er 21. wurde. Es dauerte bis zur Saison 2005/06, bis er sich bei den nationalen Ausscheidungen in den USA erstmals für die internationalen Rennen qualifizieren konnte. Im November 2005 debütierte er im America’s Cup und wurde in Lake Placid Neunter. Nur einen Tag später schaffte er bei seinem zweiten Rennen als Dritter schon den Sprung auf das Podest. Nicht ganz so erfolgreich verliefen die Rennen in Park City und Calgary, wo er keine vordere Platzierung in der Gesamtwertung erreichen konnte. Bei den Junioren-Weltmeisterschaften der Saison in Igls belegte Antoine Rang 12.
In der folgenden Saison gewann er alle vier Rennen des America’s Cup in Lake Placid und Park City und belegte nur aufgrund zweistelliger Platzierungen bei den beiden Rennen in Calgary den zweiten Platz hinter dem Briten Andy Wood in der Gesamtwertung. Anschließend fuhr er in Winterberg erstmals bei einem Rennen im Rahmen des Europacups und wurde Sechster. 2007 und 2008 wurde Antoine bei den US-Meisterschaften Dritter. Durch gute Leistungen in den Qualifikationsrennen zu den internationalen Wettbewerben konnte sich Antoine für die Saison 2007/08 für den neu geschaffenen Intercontinentalcup qualifizieren. Beste Platzierungen waren hier ein dritter Rang in Park City und der Sieg beim letzten Rennen der Serie in Lake Placid. Matt Antoine gewann auch die Gesamtwertung des Wettbewerbs. Bei der Junioren-WM 2008 in Igls wurde er Vierter.
Im Winter 2008/09 startete Antoine zunächst erneut im America’s Cup und Intercontinentalcup, wo er mehrere Podestplätze einfuhr. Im Februar 2009 debütierte er in Königssee im Weltcup und wurde Achter. Bei seinem dritten Weltcuprennen in Whistler wurde er Dritter. Bei der Weltmeisterschaft 2009 belegte er den neunten Platz. Im Winter 2009/10 wurde er Zweiter in der Gesamtwertung des Intercontinentalcups. Für die Olympischen Spiele 2010 konnte er sich nicht qualifizieren. In der Weltcup-Saison 2010/11 erreichte er regelmäßig Ergebnisse in den Top 10, ohne jedoch auf dem Podium zu stehen. In der Gesamtwertung wurde er Siebter; bei der Weltmeisterschaft wurde er ebenfalls Siebter.
Im Weltcup 2011/12 fuhr Matthew Antoine einmal auf Rang 3 und belegte den neunten Platz im Gesamtweltcup. Bei der WM 2012 in Lake Placid wurde er mit dem US-Team Weltmeister und im Einzel Fünfter. In der Saison 2012/13 belegte er im Weltcup Plätze zwischen 7 und 17 und wurde in der Gesamtwertung 12.; bei der Weltmeisterschaft 2013 belegte er ebenfalls Rang 12. Die Olympiasaison 2013/14 wurde seine bisher erfolgreichste: Im Skeleton-Weltcup 2013/14 konnte er in Lake Placid seinen ersten Sieg feiern. Mit zwei dritten Rängen und Platzierungen unter den besten sieben in allen acht Saisonrennen wurde er im Gesamtweltcup Dritter hinter Martins und Tomass Dukurs. Bei den Olympischen Winterspielen 2014 in Sotschi gewann er die Bronzemedaille hinter Alexander Tretjakow und Martins Dukurs.
In die Saison 2014/15 startete Matthew Antoine mit einem dritten Rang in Lake Placid. In Königssee fuhr er erneut auf den dritten Rang und wurde nach Platzierungen zwischen 6 und 15 in den übrigen Rennen insgesamt Vierter. Bei der Skeleton-Weltmeisterschaft 2015 in Winterberg wurde er im Einzel Zwölfter und im Teamwettbewerb Fünfter. In der Folgesaison erreichte er als beste Weltcup-Platzierungen zwei vierte Ränge in Park City und Whistler und platzierte sich in der Gesamtwertung auf dem sechsten Rang. Bei der Weltmeisterschaft 2016 in Igls wurde er im Einzel Elfter und Siebter im Mannschaftswettbewerb. Im Winter 2016/17 fuhr Antoine bereits in den ersten beiden Weltcuprennen mit Rang 3 bzw. 2 wieder auf das Podest.